# Dionisi (cirurgià)
Dionisi (en grec antic: Διονύσιος, llatí: Dionysius) va ser un cirurgià (chirurgus) romà d'origen grec esmentat per Escriboni Llarg, que va viure probablement al començament de l'era cristiana, al segle i. La Realencyclopädie l'identifica amb un altre Dionisi esmentat per Cels.